# Mónaco en los Juegos Olímpicos de Los Ángeles 1984
Mónaco estuvo representado en los Juegos Olímpicos de Los Ángeles 1984 por ocho deportistas masculinos que compitieron en cinco deportes.
El portador de la bandera en la ceremonia de apertura fue el nadador Jean-Luc Adorno. El equipo olímpico monegasco no obtuvo ninguna medalla en estos Juegos.